# NGC 6159
NGC 6159 في الفهرس العام الجديد، هي مجرة محدبة، تقع في كوكبة الجاثي. اكتشفت في 20 يوليو 1879 بواسطة إدوارد ستيفان.

## روابط خارجية
- NGC 6159 على موقع ويكي سكاي: DSS2, SDSS, GALEX, IRAS, Hydrogen α, X-Ray, Astrophoto, Sky Map, Articles and images